# 武蔵野公園低湿地遺跡
武蔵野公園低湿地遺跡（むさしのこうえんていしっちいせき）は、東京都小金井市東町五丁目にある後期旧石器時代から縄文時代・古墳時代・中世にかけての複合遺跡である。

## 遺跡の概要
後期旧石器時代から縄文時代、古墳時代、中世にかけての散布地で、野川の水辺における人類の活動痕跡の残る低湿地遺跡である。野川調節池の建設に伴い発掘調査が行われた。後期旧石器時代は遺物包含層は確認されていないが、流入したと思われる石器が出土している。縄文時代は後期の土器がまとまって出土しているほか、古墳時代と平安時代は建物跡は明瞭ではないが、土坑・ピットが検出され土師器・須恵器が出土している。中世は溝状遺構や、掘立柱建物を構成すると考えられるピット群が検出されている。近世の遺構は明瞭ではないが、陶磁器が出土している。野川低地と、隣接した低位段丘面の利用に関わる痕跡が、後期旧石器時代から近世まで断続的に残されていることが特徴である。
武蔵野台地の南端、国分寺崖線の南側、立川面に位置する。国分寺崖線と野川流路の間の左岸の狭い平坦面に立地する。野川の流路は現在、河川改修により直線化しているが、かつてはゆるやかに蛇行していた。現在では都立武蔵野公園の一角となっている。下流に位置する都立野川公園内には現在でも国分寺崖線直下に湧水が認められる。本遺跡の範囲もかつては豊かな湧水があったと考えられる。
近隣には、同じ野川左岸、立川面の遺跡として西側に野川中洲北遺跡が隣接する、野川を挟んだ右岸には府中市武蔵野公園遺跡、その西側に小金井市七軒家遺跡、東側には学史上著名な調布市野川遺跡がある。国分寺崖線上の武蔵野面には隣接して栗山遺跡があり、その西側には中山谷遺跡、東側にはICU Loc.15遺跡を含むICU構内遺跡群があり、野川流域遺跡群を構成する。

## 調査の歴史
1970年代後半に野川調節池の建設が計画され、1981年（昭和56年）に試掘調査が行なわれた結果、土器片などが出土し遺跡の存在が確認された。1982年（昭和57年）には、台地部の遺跡範囲を保存区域として、低地部を中心に調節池の建設工事が開始されたが、1983年（昭和58年）に入り工事現場で土器片や木片等が出土したため、その範囲について発掘調査が行なわれた。調査区は、取水口の設置部にあたる遺跡範囲北西端の野川低地と台地部の境界付近のA区を中心とし、下流側、南東端の旧流路にあたるB区、国分寺崖線下位の斜面部のC、D区に設定され、とくにA区から縄文時代を中心とする土器等の考古遺物と、種子等の自然遺物、水場関連の遺構などが出土した。

## 主な遺構
- 水利遺構
- 溝

## 主な出土品
- ナイフ形石器
- スクレイパー
- 石鏃
- 打製石斧
- 磨製石斧
- 石皿
- 縄文土器 - 勝坂式、堀之内式
- 漆塗櫛
- 木胎漆器
- 木材
- 土師器 - 甕、台付甕、高坏
- 陶磁器（中世） - 青磁、常滑焼、渥美焼、山茶碗、擂鉢
- 板碑片

## 遺跡の変遷

### 後期旧石器時代
ローム層中に包含層は確認されていないが、中世の溝状遺構からナイフ形石器、角錐状石器、細石刃、スクレイパーなどが出土している。ローム層の掘削、浸食により流出したものと考えられる。

### 縄文時代
遺構は検出されていないが、A区、C区、D区で遺物がまとまって出土している。A区、D区で中期の勝坂式がわずかに出土しているほかは、後期の堀之内1～2式が中心である。石鏃、打製石斧、石皿などの石器のほか、D区では漆塗りの櫛や木胎漆器も出土した。またC区では有機質遺物、自然遺物が出土しており、杭などの木材と、トチ、オニグルミなどの種子が含まれることから、堅果類のアク抜きのための水晒し場であった可能性が指摘されている。後期堀之内式期では、西隣の野川中洲北遺跡で、国分寺崖線下位の立川面の微高地上に竪穴建物、掘立柱建物からなる小規模な集落が立地しており、野川に面した低位段丘～低地部の土地利用の様相が窺える。

### 古墳時代
A区で水利遺構が検出されており、古墳時代前期の土師器が出土している。遺構は国分寺崖線下位の低位段丘面のローム層を掘削した上で版築状の土留めを施したもので、長さ7m、幅3mにわたる。土留めに沿って2本の杭列も確認されている。船着き場の可能性が想定されている。

### 中世
A区で溝1基が検出され、緑泥片岩製の板碑片、陶器片、石塔の破片、銭貨などが出土している。野川への排水施設と考えられ、15世紀～17世紀初頭の年代が想定されている。

### 発掘調査報告書
- 武蔵野公園泥炭層遺跡調査会『武蔵野公園低湿地遺跡』1984年3月（原著1984年3月）。 NCID BA42907587。